# Пушкин, Никифор Изотович

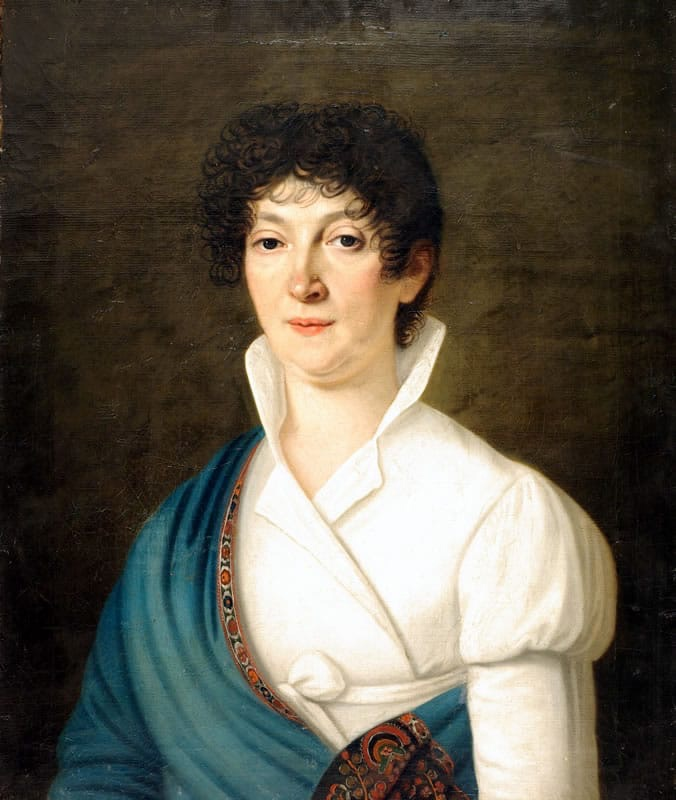
Портрет жены Евпраксии Аристарховны

Пушкин Никифор Изотович (3 марта 1758 — 14 октября 1831) — представитель двора Российской империи, член Императорского кабинета.
Сын отставного подпоручика Изота Андреевича Пушкина. В 1770 г. был отдан в Артиллерийский кадетский корпус и в 1774 г. выпущен в 1-й фузилёрный полк штык-юнкером; с 1779 г. был подпоручиком в артиллерийском Бомбардирском полку. В 1786—1789 гг. состоял в Комиссии о строении дорог в государстве, а 11 октября 1790 г., будучи капитаном полевой артиллерии, определён присутствующим в Конторе Села Царского и с 7 октября 1791 г. управлял в этой Конторе Экспедицией строения, причём по личному избранию Екатерины II был определён «к особливому присмотру строящегося дворца Его Имп. Высочеству» и находился при этой должности до окончания постройки. Произведённый 28-го ноября 1796 г. в коллежские советники, Пушкин 16 декабря того же года назначен был членом в Гофинтендантскую контору и высочайшим указом определён к строению Михайловского замка, при закладке которого подносил лопату Павлу I.
«Находясь при оном строении более двух лет, при усердном рачении моем», говорит сам Пушкин, «конюшенный корпус и два противу дворца флигеля отстроены вчерне и покрыты. О производстве сих строениев… отчёты представлены, на которые последовало вновь повеление… об отпуске добавочных сумм и бытии в Экспедиции присутствующим. Во всё время бытности моей при строении, заготовление материалов, наём рабочих дешевле сметных цен были отыскиваемы и без превышения против прочих в казённых местах строениев, и ни в чём не было остановок»; однако в 1799 году, по интригам начальствовавшего над постройкой графа Тизенгаузена, Пушкин был уволен от присутствия в экспедиции Михайловского замка.
Состоя все время членом Гофинтендантской конторы, Пушкин 3 января 1800 г. был произведён в статские советники, а 23 ноября того же года назначен членом комиссии по постройке Казанского собора; его имя записано на доске, положенной при закладке храма 27 августа 1801 г. Пожалованный 1 августа 1803 г. чином действительного статского советника, Пушкин в ноябре 1804 г. «за отлично-усердную службу, опыты верности и безкорыстия», оказанные им в пользу казны при разных строениях, получил сверх жалованья пожизненную пенсию по 1875 руб. в год из сумм Кабинета, а в 1805 г., за устройство в Петергофе иллюминации получил от Александра I бриллиантовый перстень; в 1806 г. он заведовал Таврическим и Каменноостровским дворцами. Уволенный в 1811 г. от присутствия в Комиссии о построении Казанского собора, Пушкин до 1818 г. состоял членом Гофинтендантской конторы; умер от холеры 14 октября 1831 г. Пушкин был женат на дочери генерал-майора А. П. Кашкина — Евпраксии Аристарховне, племяннице одного из соратников[кого?] Екатерины II при её восшествии на престол.